# 미쓰비시 중공업 시모노세키 조선소

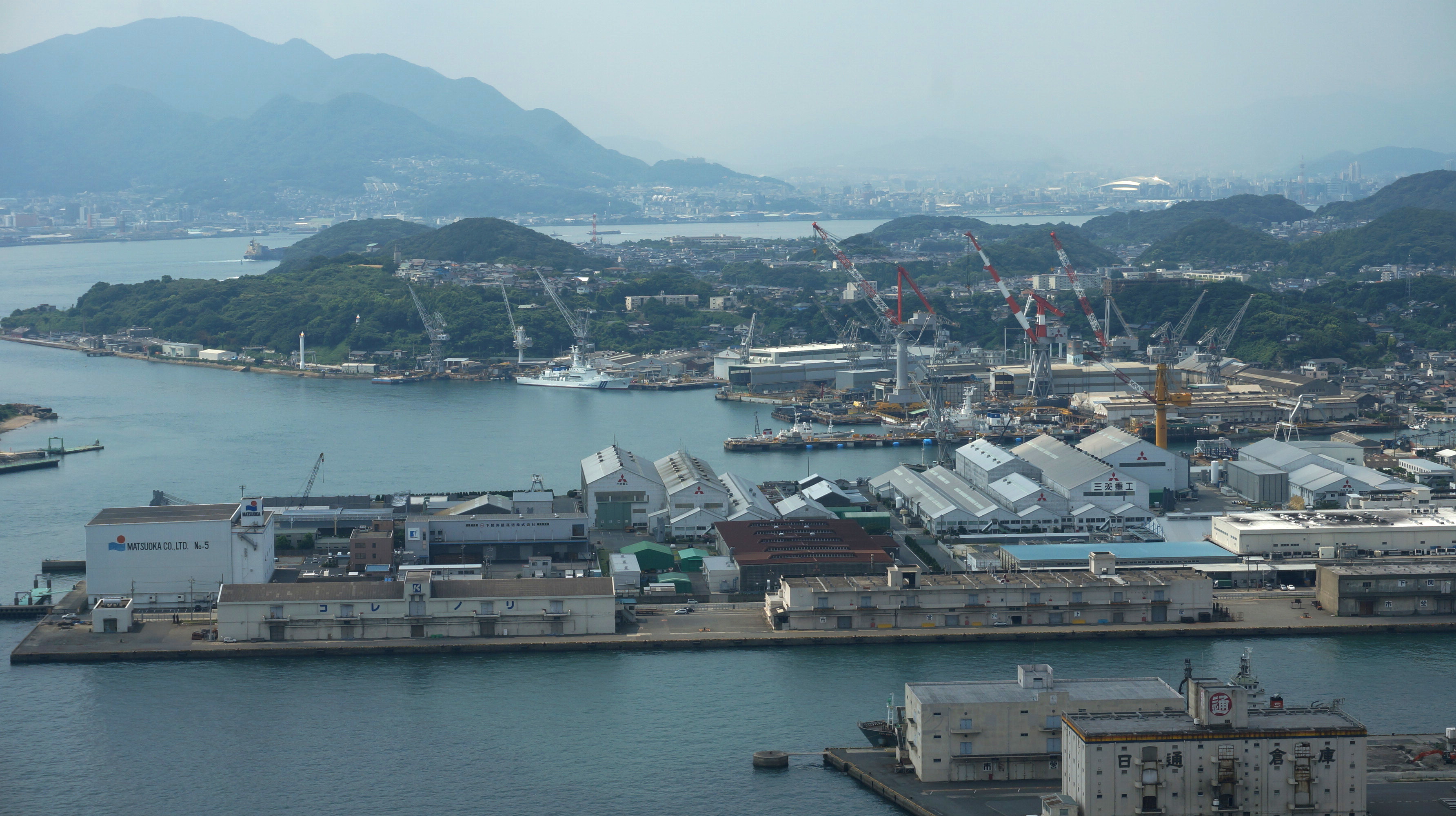
미쓰비시 중공업 시모노세키 조선소 전경. 주변에는 공장과 시설이 나란히 세워져 있다. (2013년 8월 촬영)

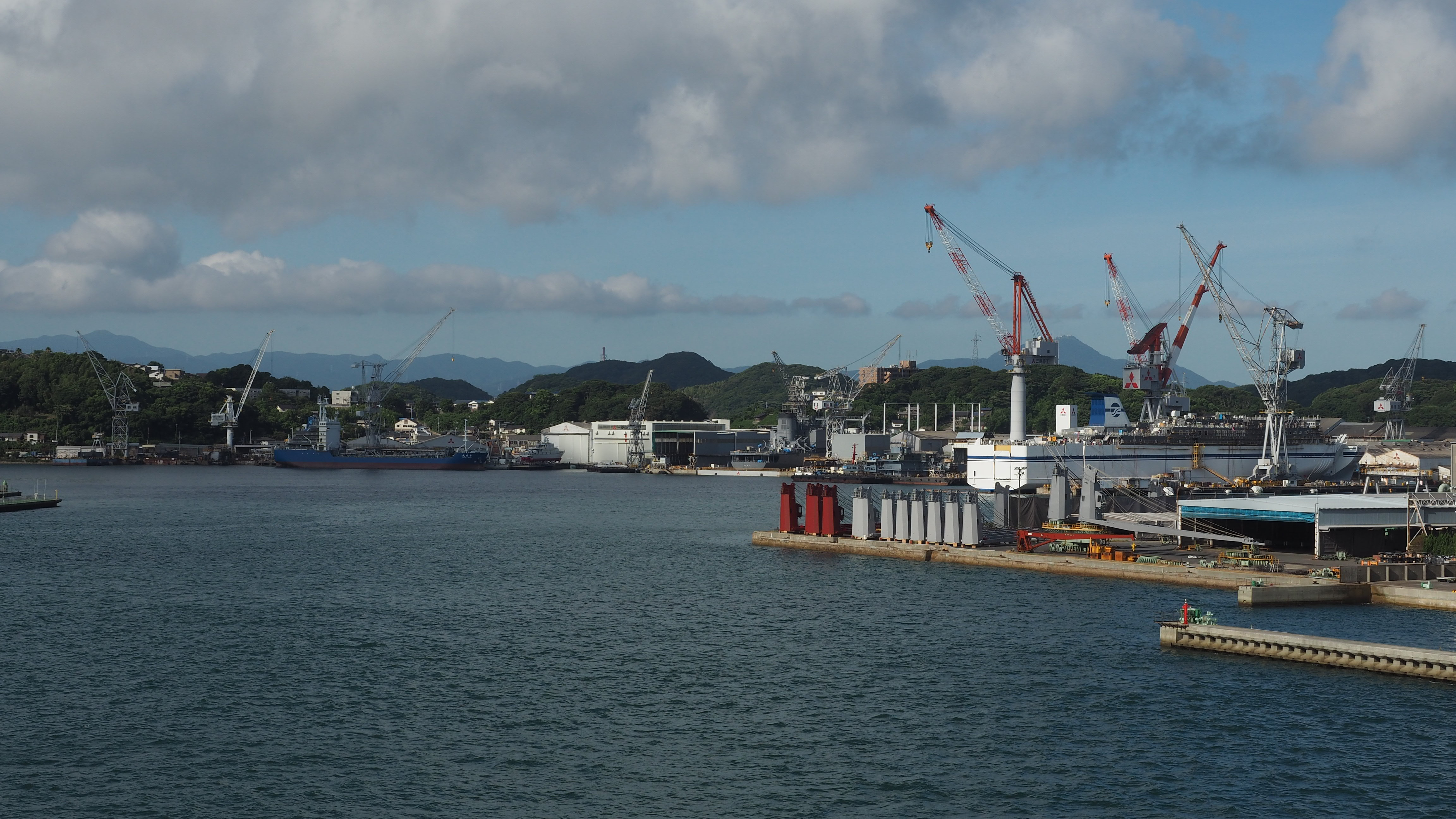
미쓰비시 중공업 시모노세키 조선소 전경. (2018년 8월 촬영)

미쓰비시 중공업 시모노세키 조선소(三菱重工業下関造船所 미쓰비시슈우코우쿄우시모노세키조우센쇼[*])는 야마구치현 시모노세키시에 위치하고 있는 미쓰비시 중공업 및 그의 자회사인 미쓰비시 조선의 조선소이다. 그러나 정식 명칭으로 보면 미쓰비시 중공업 주식회사 시모노세키 조선소(三菱重工業株式会社下関造船所)이며, 약칭은 시모센(下船, しもせん)이다. 미쓰비시 중공업의 주력 공장 중의 하나로 잘 알려져 왔으며, 이 조선소가 설립된 시기는 1914년이다. 다만 대지 면적은 13만 제곱미터이며, 생산품은 선박, 기계, 항공기의 부품 등이 주로 생산된다. 끝으로 산업 기재로는 유압 기기, 시험 장치, 에어히터, 갑판 기계 등이 있다.

## 소재지
- 에노우라 공장 (선박 부문) : 야마구치현 시모노세키시 히코시마 에노우라초 6-16-1
- 야마토마치 공장 (기계 및 항공기 부문) : 야마구치현 시모노세키시 히가시야마토마치 2-16-1

## 주요 납품 업체
- 선박 운송사 : 오키 기센, 한큐 페리, 관부 훼리[1], 카멜리아 라인[2] 등이 있다.
- 항공기 제조사 : 보잉에 보잉 787과 관련된 부품이나 복합재 등을 2006년부터 생산하여 미국 보잉사에 납품하게 되며, 미쓰비시 중공업 나고야 항공 우주 시스템 제작소(일본어판) 오에 공장에서 주익을 조립하고 미국에 납품하고 있다.

## 시모노세키 조선소 역사관
조선소 내부에는 시모노세키 조선소 사료관이 설치되어 있어, 전기 용접이 도입되기 직전에 이용되었던 선박 모형, 창업기 기록 사진 등 창업 이래 귀중한 자료가 보존 및 전시되어 있다. 운영되는 날은 매주 월요일부터 금요일까지이며, 개관되는 시간은 오전 8시부터 저녁 5시까지이다. 다만, 공휴일 및 주말은 제외된다.

## 여담
- 세월호 침몰 사고의 여파로 인해 세월호의 자매 선박인 오하마나호가 최초로 건조한 곳이기도 하다. 2018년이 되어야 결국 오하마나호는 방글라데시에서 선체를 해체시켰던 것으로 보인다.

## 같이 보기
- 미쓰비시 중공업 - 모회사